# Wenshu-Kloster

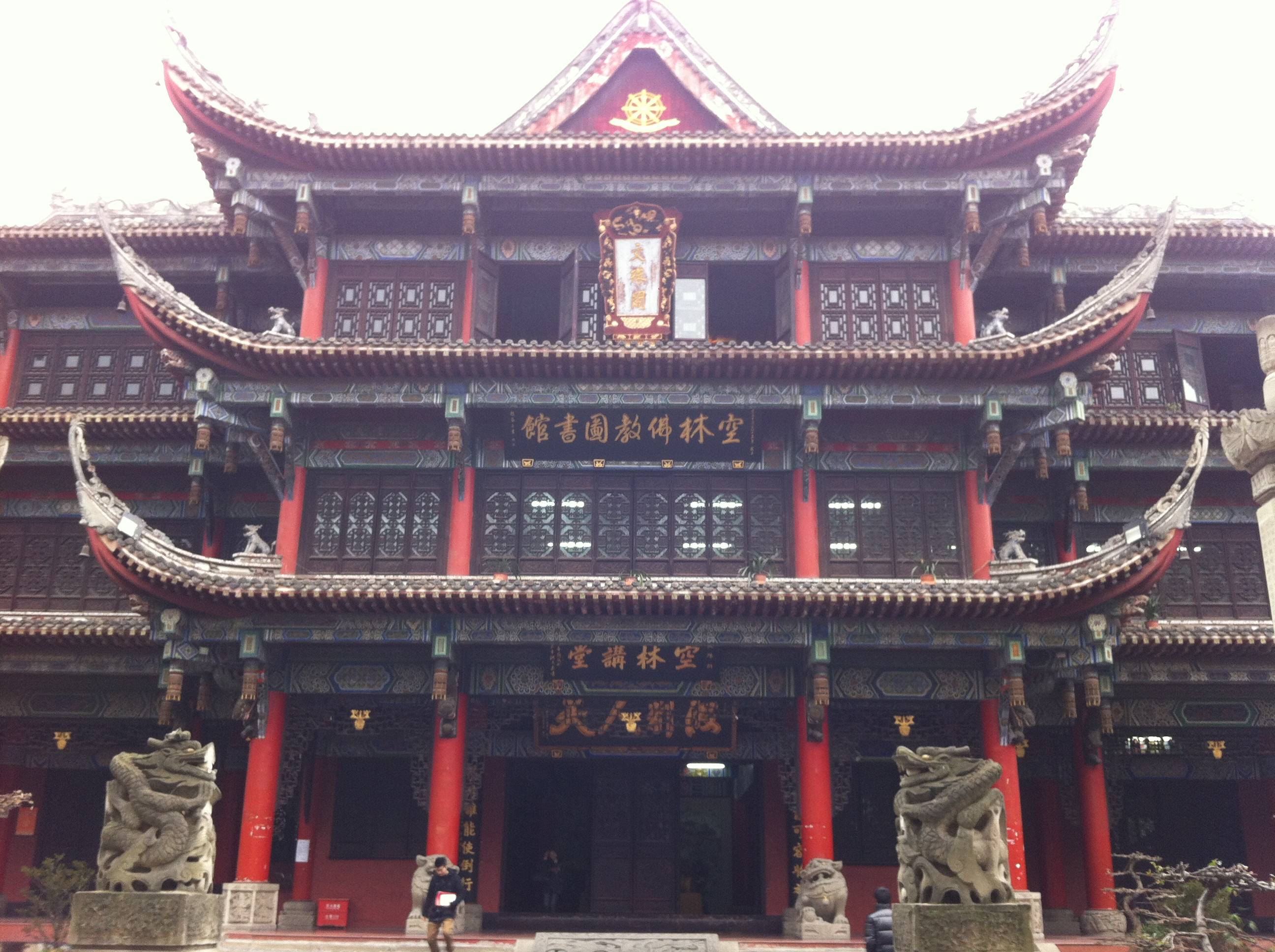
Wenshu-Kloster

Das Wenshu-Kloster (Manjushri-Kloster) gelegen in der Wenshu-Yuan-Straße-Nr. 66 in Chengdu, Provinz Sichuan, ist der am besten erhaltene buddhistische Tempel in Chengdu-Stadt. Es ist der Hauptsitz der buddhistischen Gesellschaft der Sichuan-Provinz und Chengdu-Stadt.

## Geschichte
Ursprünglich erbaut in der Tang-Dynastie (618–907), hieß das Wenshu-Kloster Xinjiang-Tempel. Der Legende nach ließ sich 1681 während der Herrschaft des Kaisers Kangxi (chinesisch 康熙, Pinyin Kāngxī, W.-G. K'ang-Hsi) in der Qing-Dynastie (1644–1911) ein buddhistischer Mönch dort nieder, bei dessen Einäscherung der Manjushri (Sanskrit: m., मञ्जुश्री, Mañjuśrī; chinesisch 文殊, Pinyin wén shū, W.-G. Wen-shu; japanisch Monju; Wylie: ’jam dpal dbyangs) in den Flammen erschien, woraufhin man den Mönch für dessen Reinkarnation hielt. Danach wurde der Name in Wenshu-Kloster geändert.

## Kultureller Hintergrund

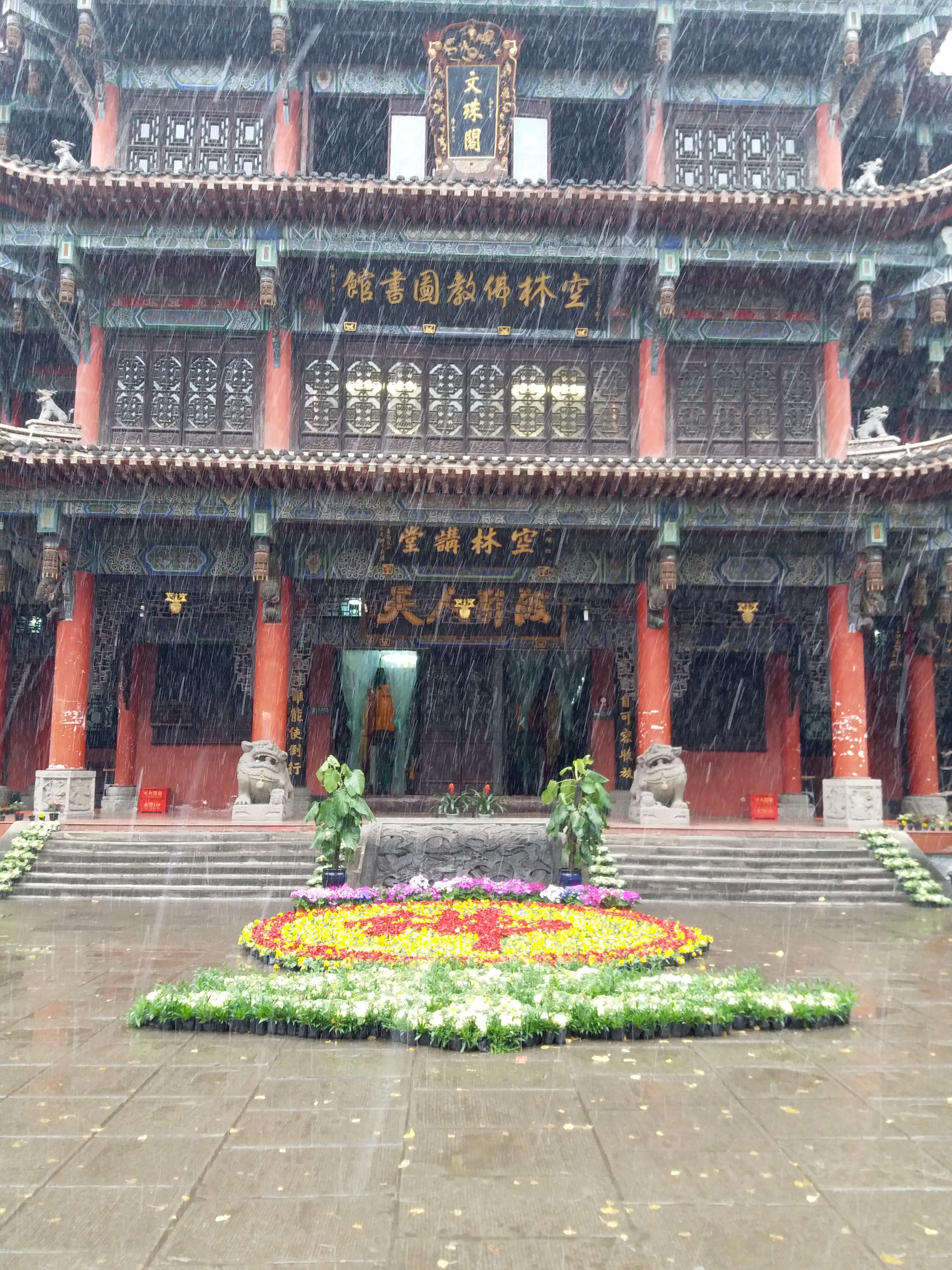
schneit

Neben einer elfstöckigen Pagode, dem sogenannten Friedensturm im rechts gelegenen Tempelabschnitt, machen die Bibliothek und eine große Sammlung kultureller Altertümer das Hauptbild des Wenshu-Klosters aus. Seit der Tang- und Song-Dynastie sind hier über 500 Kunstwerke eingelagert. Im sogenannten Sutra-Erhaltungsraum (Sanskrit सूत्र – „Faden“, „Kette“, genauer: Lehrtext in Versform) werden bis dato viele bekannte, handgeschriebene Ausstellungsstücke, Kunstwerke und Gemälde restauriert. Einige bekannte chinesische Künstler und Gelehrte, die zu der Sammlung beitrugen, sind unter anderem Zhang Daqian, Zheng Banqiao und Feng Zikai. Am wertvollsten für die Sammlung jedoch ist ein Schädelfragment des berühmten buddhistischen Pilgermönches der Tang-Dynastie, Xuanzang. Weiterhin befindet sich eine Buddhastatue aus Jade im Besitz des Klosters, die 1922 von Xing Lin aus Burma (Myanmar) zu Fuß nach China gebracht wurde. Überliefert ist, dass einige der ausgestellten Sutrentexte im 18. Jahrhundert von drei buddhistischen Mönchen mit dem Blut ihrer Zungenspitzen geschrieben worden sein sollen. Zu guter Letzt beherbergt das Kloster circa 300 verschiedene Buddhastatuen aus verschiedensten Materialien, wie z. B. Holz, Stein, Eisen, aber auch Jade, viele von ihnen sind reich verziert und mannigfaltig dekoriert.
Das Wenshu-Kloster ist darüber hinaus bekannt für seine Teegärten und feierlich dekorierten Hallen.